# 呂國楨
呂國楨（16世紀—1610年代），字際昌，號泊衷、又号泰明，北直隸真定府趙州柏鄉縣人，明朝政治人物。

## 生平
呂國楨年十六歲進入縣學，萬曆二十五年（1597年）中舉人，授清河教諭，陞任許州知州，許州屬於劇郡，知州職務懸缺已久，案間堆積如山，遼東又需徵調，同時正值大旱，他就在烈日下徒步祈禱，汗流如雨，回官署後立刻處理案件，三個月沒有休息，許州即稱治，不久積勞嘔血而死。

## 引用
1. 1 2  民國《柏鄉縣志·卷六》：呂國楨，字際昌，號泊衷，後更泰明，年十六遊庠，舉（萬曆）丁酉孝廉，振鐸廣平之清河，擢守許州。許於中州稱劇郡，先是守久缺，案牘紛積，遼左徵調時正旁午，歲復大旱，國楨日徒步禱赤日中，汗如漿，歸即堂皇決郡，事漏下丁，未得休三閱月，許稱大治，以積勞嘔血卒於官。